# Mirella
Mirella ist ein weiblicher Vorname.
Dabei handelt es sich um ein Wort provenzalischen Ursprungs von Mirèio.
Die französische Form von Mirella lautet Mireille. Der Name ist zudem eine französisch-italienische Kurzform von Mirabella.

## Namensträgerinnen
- Mirella Bentivoglio (1922–2017), italienische Dichterin der Visuellen und Konkreten Poesie
- Mirella Cina (* 1953/54), Schweizer Fußballspielerin
- Mirella D’Angelo (* 1956), italienische Schauspielerin
- Mirella Freni (1935–2020), italienische Opernsängerin (lyrischer Sopran)
- Mirella Gregori (* 1967), italienische vermisste Schülerin
- Mirella Kuchling (* 1969), österreichische Autorin, Journalistin und Online-Redakteurin
- Mirella Lapata (* 20. Jahrhundert), Informatikerin und Hochschullehrerin
- Mirella van Melis (* 1979), niederländische Radsportlerin
- Mirella Precek (* 1993), deutsche Webvideoproduzentin, Influencerin und Autorin
- Mirella Ricciardi (* 1931), italienische Fotografin